# Stawiszcze (Karczew)
Stawiszcze – majątek wydzielony z dóbr Sobiekurska dla córki zmarłego dziedzica Józefa Zawadzkiego, Anny. Pomogła ona znacznie mieszkańcom spalonej wsi Piotrowic. Kilkakrotnie próbowała uzyskać pomoc od okupanta niemieckiego i ostatecznie przyznano jej materiały budowlane na odbudowę Piotrowic. Po wojnie majątek Stawiszcze, jako że liczył mniej niż 50 hektarów nie został rozparcelowany. Anna Zawadzka podzieliła go pomiędzy chłopów, następnie poślubiła w 1946 roku Stefana Bożydar-Wrońskiego, wdowca z Czarnstowa i opuściła Sobiekursk.

## Literatura
- "Karczew. Dzieje miasta i okolic", praca zbiorowa pod redakcją Leszka Podhorodeckiego, str. 261,  Karczew 1998, wydano nakładem Rady Miejskiej w Karczewie, ISBN 83-909195-0-8.